# Théâtre Michel
El Théâtre Michel és un teatre privat de París amb una ocupació de 350 seients, situat en el número 38 del carrer des Mathurins, en el districte vuitè.
El teatre va ser construït l'any 1908 segons els plànols de l'arquitecte Bertin. Fou inaugurat amb la comèdia de Tristan Bernard Le Poulailler. La sala va ser víctima de la crescuda del riu Sena de 1910. Reobrí les seves portes amb Le Rubicon d'Édouard Bourdet. El 1915, Roger Trébor s'associa amb Lucien Brigon, tot dirigint-lo fins al seu traspàs, l'any 1942. El 22 de desembre de 1923, Elvire Popesco triomfa en Ma cousine de Varsovie, un paper escrit per a ella per Louis Verneuil.
El 1972, Germaine Camoletti i Marc Camoletti agafen la direcció del teatre. Les comèdies de Marc Camoletti triomfen durant bastants anys. El 2004, Jean-Christophe Camoletti els succeeix fins al 2008.

## Estrenes
- 1952. La Reine blanche, de Barillet-Grédy.
- 1954. Coin tranquille, d'André Michel.
- 1955. L'Or et la paille, de Barillet-Grédy.
- 1960. Au Grand Alfred, de Barillet-Grédy.
- 1962. L'idée d'Elodie, d'André Michel i Roger Bernstein.
- 1962. Le Guilledou, de Michel Clayton-Hutton.
- 1962. Trente secondes d'amour, d'Aldo de Benedetti
- 1963. L'assassin de la Générale, de Ladislas Fodor.
- 1963. Bienheureuse Anaïs, de Marc-Gilbert Sauvajon.
- 1965. Caviar ou lentilles, de Giulio Scarnicci i Renzo Tarabusi.
- 1965. Le vice dans la peau, de Jean Meyer.
- 1965. Les trois mariages de Mélanie, de Charlotte Frances.
- 1967. La ville dont le prince est un enfant de Henry de Montherlant.
- 1972. Duo sur canapé de Marc Camoletti.
- 1978. Lundi, la fête, de Dino Buzzatti
- 1980. On dinera au lit, de Marc Camoletti.
- 1989. Vite une femme!, de Daniel Prevost.
- 1993. Boeing-Boeing, de Marc Camoletti.
- 1998. Ludmila, de Pierre Vielhescaze.